# Tenuiphantes floriana
Tenuiphantes floriana är en spindelart som först beskrevs av van Helsdingen 1977.  Tenuiphantes floriana ingår i släktet Tenuiphantes och familjen täckvävarspindlar.
Artens utbredningsområde är Rumänien. Inga underarter finns listade i Catalogue of Life.